# Kountsevo (district)
Kountsevo (Муниципальный округ Кунцево) est un district municipal de Moscou situé dans le district administratif ouest de la ville. 
Son nom vient de celui de l'ancien village de Kountsevo (ayant obtenu le statut de ville en 1926) qui fut intégré à la municipalité de Moscou en 1960. C'est aujourd'hui un quartier avec de grands ensembles d'habitation.

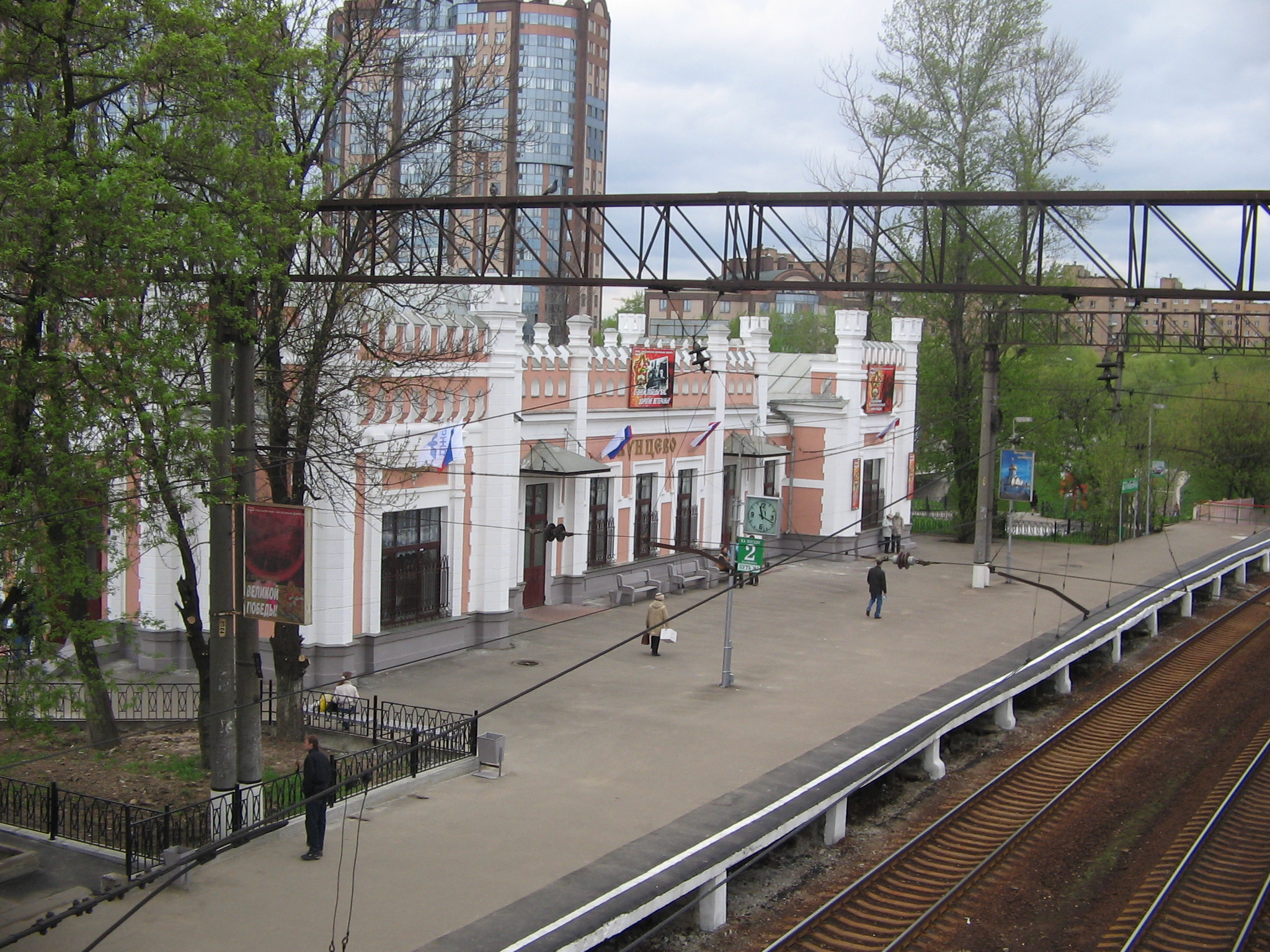
Gare de Kountsevo sur la ligne Moscou-Minsk

Armes du district
Drapeau du district

## Histoire
Au XVIIIe siècle, un palais et un parc y furent construits et fréquemment fréquentés par l'impératrice  Catherine II. Kountsevo est le site de l'église de Theotokos Orans. Au cours du XIXe siècle, Kountsevo devint une station estivale pour les moscovites, un théâtre d'été fut ouvert en 1890. Des artistes et des écrivains vécurent et travaillèrent à Kountsevo dont Nikolaï Karamzine, Ivan Tourgueniev, Vassili Perov ou Ivan Kramskoï.
Dans les années 1920, plusieurs dignitaires soviétiques y installèrent leur villégiature. Staline y fit construire en 1933 une datcha qui deviendra sa résidence personnelle et où il mourut en 1953.
Kountsevo devint une ville en 1926. En 1960, elle fut intégrée à Moscou. Aujourd'hui district de Moscou, elle abrite plusieurs usines, des immeubles d'habitation et est bien desservie par les transports en commun. Kountsevo abriterait le centre de commandement des missiles stratégiques.